# CKM (Magazin)
CKM (polnisch Czasopismo Każdego Mężczyzny, deutsch Magazin für jeden Mann) ist ein polnisches Männer- und Lifestylemagazin, das seit Juli 1998 monatlich erscheint. Das Magazin wird von dem Medienkonzern Marquard Media herausgegeben. Im Jahr 1998 erschien eine ungarische Ausgabe des Männermagazins. Die serbische Variante wurde im September 2003 erstmals veröffentlicht. Mehrere polnische Berühmtheiten haben sich für das Magazin in erotischen Posen ablichten lassen, wie zum Beispiel Ewa Sonnet, Iwona Węgrowska, Katarzyna Bujakiewicz, Dorota Rabczewska, Agnieszka Włodarczyk, Sylwia Gruchała, Agata Mróz-Olszewska, Martyna Wojciechowska oder Iga Wyrwał. Gegenüber dem Playboy ist es weniger freizügig. 
Die letzte Ausgabe des Magazins wurde im Dezember 2019 veröffentlicht.